# District de Manjakandriana
Manjakandriana est un district de Madagascar, situé dans la partie est de la province de Tananarive, dans la région d'Analamanga.
Le district est constitué de vingt-cinq communes (Kaominina) rurales et urbaines sur une superficie de 1 660 km2 pour une population de 209 695 habitants.